# Иван Росенски
Иван Росенски е псевдоним на българския поет и художник Иван Николов Иванов-Росенски

## Биография и творчество
Иван Росенски е роден на 1 май 1952 г. в село Горна Росица, Габровска област. Завършва Техникум по механотехника „Д-р Н. Василияди“ в Габрово. Работил е като шофьор, шлосер, агрегатчик, електротехник, киномеханик, осветител, охранител, огняр, художник на свободна практика и др.
Известен е със своите книги със стихове. Член е на Съюза на българските писатели. През 1983 г. е удостоен с наградата „Южна пролет“ за стихосбирката „Оправдание“.
Освен поет е и художник с две самостоятелни изложби в Габрово и участие в общи художествени експозиции.
Негови картини са притежание на галерии и частни колекции в страната и чужбина.
Живее в Габрово от 1957 г.

## Произведения

### Стихосбирки
- „Оправдание“ (1982) – награда „Южна пролет“ за най-добра първа книга
- „Колекция“ (1990)
- „Роса“ (1996)
- „Така или иначе“ (1999)
- „Нещо пеещо“ (2012) – родно, росно хайку
- „Бабини приказчици“ (2018) – разкази от 55 думи